# Будинок з химерами (срібна монета)
«Буди́нок з химе́рами» — ювілейна срібна монета номіналом 10 гривень, випущена Національним банком України, присвячена несподіваній за художнім задумом і новітніми конструкціями споруді зі скульптурним оформленням на міфологічні та мисливські сюжети, збудованій на початку ХХ століття, та 150-річчю від дня народження її автора — Владислава Городецького, архітектора, інженера, мандрівника, підприємця.
Монету введено в обіг 15 травня 2013 року. Вона належить до серії «Пам'ятки архітектури України».

## Опис монети та характеристики
| Номінал грн. | Метал            | Маса, г      | Діаметр, мм | Якість виготовлення | Гурт                           | Тираж, штук |
| ------------ | ---------------- | ------------ | ----------- | ------------------- | ------------------------------ | ----------- |
| 10           | срібло 925 проби | 31,1 / 33,62 | 38,6        | пруф                | гладкий із заглибленим написом | 5 000       |

### Аверс
На аверсі монети розміщено: угорі малий Державний Герб України, напис півколом «НАЦІОНАЛЬНИЙ БАНК УКРАЇНИ», під яким (праворуч) рік карбування монети — «2013»; на тлі будинку з химерами зображено портрет з написом півколом «В. ГОРОДЕЦЬКИЙ», ліворуч від якого — роки життя архітектора «1863–1930», над якими номінал — «10 ГРИВЕНЬ».

### Реверс
На реверсі монети на дзеркальному тлі контуру будинку з химерами рельєфно зображено фрагмент скульптурної композиції, що прикрашає фасад будівлі; вертикально на дзеркальному тлі розміщено факсиміле архітектора, унизу праворуч півколом розміщено напис «БУДИНОК З ХИМЕРАМИ».

## Автори

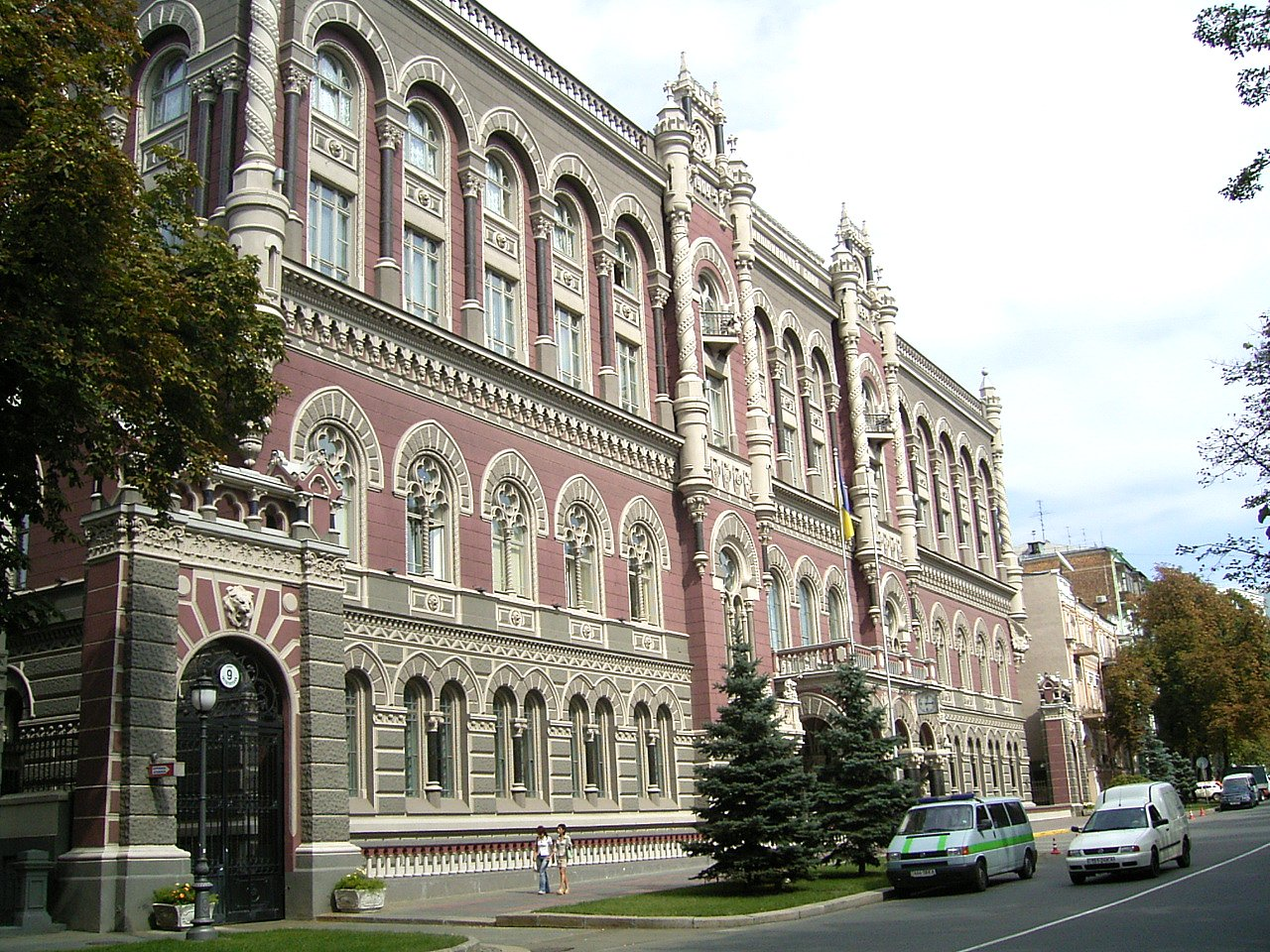
Будівля Національного банку України

- Художники: Кузьмін Олександр, Скоблікова Марія.
- Скульптори: Іваненко Святослав, Дем'яненко Анатолій.

## Вартість монети
Ціна монети — 618 гривень була вказана на сайті Національного банку України у 2014 році.
Фактична приблизна вартість монети з роками змінювалася так:
| Рік        | 2014 | 2015 | 2016 | 2017 | 2018 | 2019 | 2020 | 2021  | 2022  | 2023  | 2024  | 2025  |
| ---------- | ---- | ---- | ---- | ---- | ---- | ---- | ---- | ----- | ----- | ----- | ----- | ----- |
| Ціна, грн. | 560  | 600  | 680  | 790  | 830  | 750  | 780  | 1 220 | 1 440 | 1 900 | 3 000 | 3 200 |